# لدنو
لدنو (به لهستانی: Ledno) یک روستا در لهستان است که در گمینا تژبیخوو واقع شده‌است.